# خوسيه ماريا رينا باريوس
خوسيه ماريا رينا باريوس (بالإسبانية: José María Reina Barrios)‏ (24 ديسمبر 1854 - 8 فبراير 1898) كان رئيس غواتيمالا من 15 مارس 1892 حتى وفاته في 8 فبراير 1898. ولد في سان ماركوس، غواتيمالا، وكان يلقب (Reynita) بسبب قصر قامته.